# Liste der Orte in der Provinz Pommern
Die Liste der Orte in der Provinz Pommern enthält Orte der preußischen Provinz Pommern.
Sie basiert auf dem Amtlichen Gemeindeverzeichnis für das Deutsche Reich auf Grund der Volkszählung 1939. In ihm wurden die Orte erfasst, die zu diesem Zeitpunkt den Regierungsbezirken Stettin, Köslin und Grenzmark Posen-Westpreußen der preußischen Provinz Pommern angehörten.
Aufgeführt werden die Orte in alphabetischer Reihenfolge und in Zuordnung ihrer jetzigen Zugehörigkeit in Deutschland bzw. Polen (Gemeinde/Amt – Gmina, Landkreis – Powiat). Orte, deren Namen zwischen 1935 und 1945 geändert wurden, werden sowohl unter dem alten als auch unter dem neuen Namen genannt.
Die Liste ist wegen ihrer Größe in Teillisten aufgeteilt:
- Liste der Orte in der Provinz Pommern/A–H
- Liste der Orte in der Provinz Pommern/I–P
- Liste der Orte in der Provinz Pommern/Q–Z